# Kelurahan Tambakreja
Kelurahan Tambakreja är en administrativ by i Indonesien.   Den ligger i provinsen Jawa Tengah, i den västra delen av landet, 280 km sydost om huvudstaden Jakarta. Kelurahan Tambakreja ligger på ön Pulau Nusakambangan.